# J3 League 2019
Die J3 League 2019 war die sechste Spielzeit der dritten Division der japanischen J.League. An ihr nahmen 18 Vereine teil.

## Teilnehmer
| Team                 | Stadt                | Heimstadion                             |
| -------------------- | -------------------- | --------------------------------------- |
| Vanraure Hachinohe   | Hachinohe, Aomori    | Daihatsu Stadium                        |
| Iwate Grulla Morioka | Morioka, Iwate       | Iwate Bank Stadium                      |
| Blaublitz Akita      | Akita, Akita         | Soyu Stadium                            |
| Fukushima United FC  | Fukushima, Fukushima | Toho Stadium                            |
| Thespakusatsu Gunma  | Maebashi, Gunma      | Shoda Shoyu Stadium Gunma               |
| YSCC Yokohama        | Yokohama, Kanagawa   | NHK Spring Mitsuzawa Football Stadium   |
| SC Sagamihara        | Sagamihara, Kanagawa | Gion Stadium                            |
| AC Nagano Parceiro   | Nagano, Nagano       | Nagano U Stadium                        |
| Kataller Toyama      | Toyama, Toyama       | Toyama Athletic Recreation Park Stadium |
| Fujieda MYFC         | Fujieda, Shizuoka    | Fujieda Soccer Stadium                  |
| Azul Claro Numazu    | Numazu, Shizuoka     | Ashitaka Athletic Stadium               |
| Gainare Tottori      | Tottori, Tottori     | Tottori Bank Bird Stadium               |
| Kamatamare Sanuki    | Takamatsu, Kagawa    | Pikara Stadium                          |
| Giravanz Kitakyūshū  | Kitakyūshū, Fukuoka  | Mikuni World Stadium Kitakyūshū         |
| Roasso Kumamoto      | Kumamoto, Kumamoto   | Egao Kenkō Stadium                      |
| FC Tokyo U23         | Tokio                | Ajinomoto Field Nishigaoka              |
| Gamba Osaka U23      | Suita, Osaka         | Suita City Football Stadium             |
| Cerezo Osaka U23     | Osaka, Osaka         | Kinchō Stadium                          |

## Trainer
| Verein               | Cheftrainer       |
| -------------------- | ----------------- |
| Vanraure Hachinohe   | Atsuto Ōishi      |
| Iwate Grulla Morioka | Toshimi Kikuchi   |
| Blaublitz Akita      | Shūichi Mase      |
| Fukushima United FC  | Takeo Matsuda     |
| Thespakusatsu Gunma  | Keiichirō Nuno    |
| YSCC Yokohama        | Yūki Stalph       |
| SC Sagamihara        | Fumitake Miura    |
| AC Nagano Parceiro   | Yūji Yokoyama     |
| Kataller Toyama      | Ryō Adachi        |
| Fujieda MYFC         | Nobuhiro Ishizaki |
| Azul Claro Numazu    | Ken Yoshida       |
| Gainare Tottori      | Riki Takagi       |
| Kamatamare Sanuki    | Ken’ichi Uemura   |
| Giravanz Kitakyushu  | Shinji Kobayashi  |
| Roasso Kumamoto      | Hiroki Shibuya    |
| FC Tokyo U-23        | Tetsu Nagasawa    |
| Gamba Osaka U-23     | Hitoshi Morishita |
| Cerezo Osaka U-23    | Yūji Ōkuma        |

## Spieler
| Verein               | Spieler |
| -------------------- | --- |
| Vanraure Hachinohe   | Kenji Yamada (29/0), Kiyoshi Nakatani (4/0), Shū Maeda (18/0), Hiroto Sakai (1/0), Ryōichi Kawazu (8/0), Taichi Nakamura (32/6), Keita Takami (11/2), Yōsuke Kamigata (33/11), Shōchi Niiyama (31/0), Ryūta Kanai (1/0), Keita Hidaka (12/0), Masanobu Komaki (30/3), Yūto Sashinami (14/1), Kōya Tanio (34/8), Sōma Ishigamori (1/0), Naoki Sanda (33/10), Takafumi Sudō (22/2), Ryō Hozumi (18/0), Kōsei Nukina (15/0), Taisuke Miyazaki (18/0), Masashi Kokubun (33/1), Chikara Hanada (5/0), Kazuki Satō (22/1), Teppei Chikaishi (31/3), Taisuke Akiyoshi (17/1) |
| Iwate Grulla Morioka | Kōhei Doi (33/0), Takaaki Kinoshita (23/3), Tomoya Fukuda (34/4), Yū Yonehara (17/2), Keita Ishii (24/0), Kazuto Kushida (5/0), Natsuki Mugikura (26/2), Gaku Sugamoto (16/0), Shōta Kikuchi (23/1), Kaito Taniguchi (32/9), Kento Yabuuchi (23/1), Kazuma Umenai (30/1), Shōta Yomesaka (30/4), Genki Hirakawa (7/0), Ryūji Hirota (25/1), Tsuyoshi Miyaichi (25/3), Naoya Yoshida (9/0), Kazuki Egashira (19/0), Kōtarō Iba (2/0), Shūhei Fukai (24/1), Kengo Ōta (16/1), Tatsuya Suzuki (17/0), Yūki Ōgaki (12/2), Gao Tianyu (1/0) |
| Blaublitz Akita      | Kei Omoto (9/0), Taiki Nakashima (13/0), Kaito Chida (32/2), Tomofumi Fujiyama (14/2), Kyōhei Maeyama (14/2), Masashi Wada (30/4), Ryōta Nakamura (27/11), Hiroyuki Furuta (15/0), Ken Hisatomi (17/2), Yōhei Hayashi (21/5), Kenta Hori (12/0), Nao Eguchi (24/2), Takumu Fujinuma (22/7), Han Ho-gang (18/1), Kenji Kitawaki (10/1), Takuma Aoshima (15/0), Takuya Matsumoto (34/0), Masaki Okino (26/0), Naoyuki Yamada (31/1), Daisuke Kitahara (13/1), Takuya Kakine (15/0), Kiyoshirō Tsuboi (7/0), Ryōsuke Tada (21/1), Yūdai Tanaka (17/1), Hiroki Kotani (16/1) |
| Fukushima United FC  | Daiki Hotta (33/0), Akihiro Sakata (29/0), Hirokazu Usami (20/0), Ryōta Okada (11/0), Yūji Wakasa (31/2), Hayate Take (32/15), Takuto Hashimoto (32/0), Kenta Kawanaka (8/0), Asahi Ishiwata (3/0), Kōta Hoshi (33/4), Keita Ishidō (8/0), Kim Min-jun (1/0), Hiroto Morooka (8/0), Yōsuke Komuta (31/4), Makoto Kawanishi (23/0), Ismaila (19/4), Kōta Teramae (5/0), Ryōsuke Tamura (34/7), Masaki Ikeda (33/2), Hiroshi Yoshinaga (5/0), Jun’ya Higashi (4/0), Hiroto Yukie (29/2), Hiroki Higuchi (34/5) |
| Thespakusatsu Gunma  | Tetsuya Funatsu (32/1), Jun’ya Suzuki (2/0), Daihachi Okamura (3/0), Tsubasa Aoki (8/0), Shō Satō (31/2), Jun’ya Katō (30/9), Ryō Kubota (9/0), Shōhei Okada (18/5), Shōta Aoki (24/10), Masao Tsuji (6/0), Shingo Kukita (12/0), Toshiya Tanaka (26/3), Justin Toshiki Kinjō (19/0), Yūya Takazawa (27/17), Shunta Nakamura (4/0), Masaya Yoshida (25/2), Takuya Iwata (4/1), Nanasei Iino (20/1), Shun Yoshida (34/0), Yūya Mitsunaga (32/1), Itsuki Enomoto (3/0), Shunsuke Fukuda (10/0), Yūya Himeno (19/1), Kōdai Watanabe (34/2), Gō Iwase (14/0), Yū Tamura (12/0), Kyōsuke Gotō (10/2), Daisuke Sakai (5/1) |
| YSCC Yokohama        | Zhao Tianci (10/0), Jung Han-cheol (18/1), Kei Munechika (26/0), Kento Dodate (34/1), Norimasa Nakanishi (4/0), Yūta Satō (24/2), Kōichi Miyao (31/2), Akio Yoshida (30/3), Kazuya Ōizumi (25/2), Yūtarō Yanagi (18/2), Kōhei Shin (30/15), Takumi Nagasawa (10/0), Taisei Kaneko (3/0), Kōya Okuda (33/6), Ryōsuke Sagawa (16/0), Ryōsuke Kawano (34/2), Linje Jaburani Ali (9/0), Keita Yamauchi (4/0), Hayato Asakawa (32/13), Shōto Ashino (8/1), Toshiya Omi (4/0), Yūdai Tobita (2/1), Kōhei Ueda (1/0), Shunta Nishiyama (27/1), Tomoya Uemura (5/0), Ren Furuyama (9/0), Diego Taba (11/1), Kio Yamada (1/0), Keito Furushima (6/0), Shunkun Tani (2/0), Takamasa Abiko (8/0) |
| SC Sagamihara        | Yūdai Tanaka (26/0), Guilherme (6/0), Seitarō Tomisawa (16/3), Daiki Umei (21/0), Jun’ichi Inamoto (9/1), Kanta Kajiyama (30/1), Milton (5/0), Joao Gabriel (16/4), Geovani (15/2), Naoto Hiraishi (27/6), Chie Edoojon Kawakami (21/0), Ryūhei Niwa (33/0), Ren Kanō (4/0), Toshiya Sueyoshi (25/1), Suguru Asanuma (2/0), Masato Furukawa (3/0), Seiji Kawakami (31/1), Takumi Abe (20/0), Ryō Odajima (14/0), Shūto Kammera (32/5), Tsugutoshi Ōishi (30/11), Vinicius (7/0), Kōki Mizuno (10/0), Sō Nakagawa (13/0), Gaku Harada (6/0), Takanori Chiaki (15/0), Daisuke Itō (30/1) |
| AC Nagano Parceiro   | Akihito Ozawa (20/0), Yūki Matsubara (15/0), Takahiro Ōshima (16/1), Takashi Uchino (12/1), Jurato Ikeda (8/0), Shunsuke Iwanuma (15/0), Naoya Senoo (11/1), Yū Dōan (12/1), Tomohiro Tsuda (19/4), Yūji Unozawa (4/0), Yū Kimura (16/4), Shinji Yamaguchi (7/0), Hiroshi Azuma (26/4), Nobuyuki Abe (10/0), Tomokazu Myōjin (9/0), Kyōhei Uchida (28/2), Yōsuke Mikami (34/4), Yuzuru Yoshimura (12/1), Kotarō Tachikawa (5/0), Ippei Kokuryō (15/1), Yūto Ōshiro (15/2), Jumpei Arai (19/2), Kazuki Arinaga (28/1), Gen’ichi Endō (18/1), Reo Takeshita (25/0), Keita Irumagawa (1/0), Riku Yamada (24/2), Niki Urakami (24/0), Wakaba Shimoguchi (8/1), Keita Saitō (17/1) |
| Kataller Toyama      | Tetsuya Enomoto (27/0), Kōsei Wakimoto (21/2), Kenji Dai (19/0), Jun’ya Imase (32/0), Teppei Usui (32/1), Yōji Sasaki (31/6), Shunta Takahashi (24/5), Takuya Kokeguchi (13/0), Mizuki Arai (6/0), Ryūji Saitō (19/4), Ikki Sasaki (6/1), Tomoyuki Shiraishi (33/2), Lucas Daubermann (13/1), Shūto Inaba (18/0), Daiki Yagishita (27/3), Shō Hanai (34/5), Gakuji Ōta (7/0), Nobuyuki Shiina (7/0), Yōta Maejima (32/2), Yūta Itō (11/1), Junki Mawatari (1/0), Hayato Ōtani (22/9), Kenshirō Tanioku (15/1), Tomohiro Tanaka (8/4), Reo Yasunaga (2/0), Tatsuki Noda (1/0), Shū Hiramatsu (15/7) |
| Fujieda MYFC         | Takuya Sugimoto (34/0), Jun’ya Suzuki (29/3), Takashi Akiyama (33/0), Daiki Asada (10/0), Michitaka Akimoto (32/2), Taisuke Mizuno (34/0), Ryōta Iwabuchi (22/7), Kenzō Taniguchi (12/2), Nozomi Ōsako (32/5), Ryūto Ōtake (24/1), Tatsuya Yazawa (31/0), Kōta Sameshima (5/0), Keisuke Endō (1/0), Shō Naruoka (1/0), Yasuhito Morishima (32/16), Takuya Ōhata (1/0), Nobuyuki Kawashima (30/0), Sō Kataoka (5/0), Daisuke Andō (6/1), Hayato Nishinoue (1/0), Daiki Deoka (4/0), Kenta Hoshihara (9/0), Ryōsuke Matsuoka (34/0), Naoto Andō (29/0), Takumi Kiyomoto (9/2), Tsubasa Yoshihira (1/2), Masahiro Nasukawa (6/0) |
| Azul Claro Numazu    | Park Seung-ri (1/0), Tomoki Fujisaki (20/1), Takuya Fujiwara (29/0), Shūsuke Sakamoto (19/5), Mitsuo Yamada (10/1), Tomoki Taniguchi (29/0), Makoto Fukōin (29/0), Naoki Tanaka (20/2), Kazuki Someya (34/6), Kōki Maezawa (22/3), Yūya Nagasawa (5/0), Yūki Nakayama (10/1), Takuya Sugai (9/0), Ayumi Niekawa (29/0), Yūma Kawamori (14/0), Eiichirō Ozaki (23/3), Hikaru Shimizu (6/0), Naoki Satō (29/3), Norimasa Atsukawa (24/0), Masayuki Tokutake (28/1), Kōsuke Gotō (8/0), Teruyoshi Itō (1/0), Yoshiki Oka (24/4), Takuma Nakajima (1/0), Kōtarō Tokunaga (18/1), Ryō Watanabe (7/0), Daichi Ishikawa (14/2), Takumi Hama (13/2) |
| Gainare Tottori      | Takashi Kitano (12/0), Kōki Ishii (19/1), Adriel (17/1), Rikito Inoue (34/1), Hayato Ikegaya (24/0), Masataka Kani (30/5), Naoto Misawa (27/7), Yuri (13/2), Fernandinho (25/7), Vitor Gabriel (16/3), Masamichi Hayashi (26/11), Yō Uematsu (25/1), Yūsuke Hoshino (25/0), Ren Yamamoto (4/0), Yūsuke Nishiyama (16/2), Tomomitsu Kobayashi (9/0), Tsubasa Ōya (20/0), Ryōta Inoue (12/0), Jin’yū Nasu (2/0), Hiroto Sese (13/0), Takayuki Fukumura (32/0), Akinori Ichikawa (10/0), Shōma Ishigami (3/1), Yūki Uchiyama (2/0), Keita Takahata (12/1), Kunitomo Suzuki (14/3), Naoya Uozato (31/3) |
| Kamatamare Sanuki    | Kenta Shimizu (34/0), Takaharu Nishino (2/0), Bae Soo-yong (18/2), Kenji Arabori (19/0), Shōgo Asada (28/2), Takuya Nagasawa (10/0), Ryōta Nagata (17/0), Yūsuke Akahoshi (9/0), Kazuki Ganaha (14/4), Kazumasa Takagi (10/0), Yūki Morikawa (27/2), Tetsuya Kijima (17/1), Wataru Sasaki (26/1), Atsushi Ichimura (12/0), Yūki Ikeya (22/2), Kenshirō Suzuki (9/0), Kentarō Shigematsu (28/7), Kenta Yanagida (23/0), Yūki Fuke (21/2), Yūsuke Takeda (6/0), Hironori Nishi (27/3), Kenta Sawada (2/0), Sōta Hamaguchi (2/0), Tomoya Hayashi (15/0), Yūga Watanabe (17/0), Ryō Nakamura (18/4), Akira Takeuchi (28/2), Tomoya Takeshita (3/0), Ryōsuke Kijima (10/0) |
| Giravanz Kitakyushu  | Hiroto Arai (21/1), Kenta Fukumori (21/0), Ryū Kawakami (24/1), Masahiro Teraoka (28/0), Kazuya Okamura (26/2), Taira Shige (16/1), Yōhei Naitō (8/0), Akira Silvano Disaro (26/7), Shōta Inoue (4/0), Tomoki Ikemoto (34/7), Takuya Takahashi (31/0), Takayuki Arakaki (30/0), Wataru Noguchi (27/0), Sōta Satō (6/1), Kōken Katō (20/3), Shūto Machino (30/8), Daichi Kawashima (6/1), Takashi Kawano (18/2), Daiki Gotō (3/0), Sōya Fujiwara (27/0), Ryūto Kitō (1/0), Jin Ikoma (4/0), Shintarō Kokubu (29/2), Taiki Uchikoshi (5/0), Daigo Takahashi (14/7), Naoki Tsubaki (5/0), Shūto Kitagawa (11/7) |
| Roasso Kumamoto      | Kōhei Kuroki (33/2), Keisuke Ogasawara (23/1), Shūichi Sakai (6/0), Ryūjirō Ueda (2/0), Takumi Murakami (11/0), Shōsuke Katayama (11/0), Shūhei Kamimura (30/0), Kazuki Hara (21/7), Shun Itō (17/2), Kōhei Mishima (22/4), Tomoya Kitamura (28/11), Hikaru Nakahara (28/0), Kōdai Sakamoto (9/0), Shōta Tamura (20/2), Tsubasa Sano (23/4), Hayate Hachikubo (15/1), Kaito Yamamoto (34/0), Yūki Kotani (10/1), Yūkō Takase (29/4), Keisuke Tanabe (16/0), Yūto Nakayama (31/1), Mikiya Etō (2/0), Tomotaka Okamoto (21/3), Shōto Suzuki (33/1) |
| FC Tokyo U-23        | Tsuyoshi Kodama (6/0), Daiki Niwa (17/0), Kōsuke Ōta (2/0), Gō Hatano (23/0), Jael (6/3), Na Sang-ho (1/0), Kiwara Miyazaki (25/4), Yu In-soo (13/3), Takumi Nakamura (21/0), Kiichi Yajima (12/4), Taichi Hara (30/19), Ryōya Ogawa (1/0), Kyōsuke Tagawa (6/2), Takuya Uchida (19/0), Makoto Okazaki (6/0), Nattawut (17/3), Tsuyoshi Watanabe (3/0), Shūto Abe (4/0), Rei Hirakawa (13/0), Manato Shinada (32/0), Arthur Silva (9/0), Kazuya Konno (4/0), Izumi Miyata (3/0), Yoshihito Iizuka (1/0), Kim Song-min (7/0), Seiichirō Kubo (18/2), Shingo Morita (12/0), Riku Kobayashi (15/0), Seiji Kimura (19/1), Teppei Oka (18/0), Kashifu Bangunagande (13/0), Sōya Yumoto (6/0), Kōsei Numata (5/0), Kyōta Tokiwa (15/1), Rio Ōmori (21/0), Kōshirō Sumi (7/0), Taishi Brandon Nozawa (5/0), Aoto Ōsako (2/0), Shō Morita (1/0), Reon Nozawa (4/0), Kojirō Yasuda (9/0) |
| Gamba Osaka U-23     | Hiroki Noda (9/0), Hiroki Fujiharu (2/0), David Concha (4/1), Mizuki Ichimaru (7/0), Yūto Suzuki (1/0), Akito Takagi (17/11), Daisuke Takagi (1/0), Mizuki Hayashi (5/0), Kōhei Okuno (23/1), Ryū Takao (8/0), Takahiro Kō (3/0), Leo Takae (12/0), Naoaki Aoyama (2/0), Ken Tajiri (17/0), Ren Shibamoto (32/3), Yūya Fukuda (11/1), Tatsuya Yamaguchi (29/0), Riku Matsuda (32/1), Haruto Shirai (32/4), Keito Nakamura (6/1), Ryōtarō Meshino (8/8), Kōsei Tani (12/0), Hayato Okuda (8/1), Shūhei Kawasaki (25/2), Sōma Meshino (10/1), Naoya Takahashi (11/0), Shō Nishimura (7/0), Dai Tsukamoto (22/5), Wang Xinyu (1/0), Yūto Nagao (11/0), Hayate Tōma (9/0), Kō Ise (15/0), Keishi Murakami (9/1), Shōhei Ōgushi (12/0), Shōji Tōyama (10/8), Shinri Ōno (15/0), Jirō Nakamura (18/3)                                                                                 |
| Cerezo Osaka U-23    | Kentarō Kakoi (4/0), Kōta Fujimoto (5/0), Yōichirō Kakitani (1/0), Ayumu Seko (7/0), Eiichi Katayama (2/0), Ryūji Sawakami (26/3), Pierce Waring (10/1), Daichi Akiyama (8/0), Kenta Tanno (7/0), Motohiko Nakajima (34/9), Kakeru Funaki (16/0), Towa Yamane (13/5), Atomu Tanaka (2/0), Tawan (13/0), Hiroto Yamada (15/7), Pongrawit (8/1), Toshiki Onozawa (33/5), Temma Nomura (17/0), Masataka Nishimoto (30/1), Mitsuru Maruoka (21/2), Mizuki Andō (33/11), Nagi Matsumoto (18/0), Shōta Fujio (11/2), Ryūya Nishio (26/0), Taiyō Shimokawa (16/1), Shū Mogi (22/0), Teruki Origuchi (1/0), Takaya Yoshinare (16/0), Kaito Hayashida (23/0), Riyon Tōri (16/0), Jun Nishikawa (1/0), Kuraba Kondō (4/0), Yūji Yoshida (7/1) |

## Statistiken

### Tabelle
| Pl.         | Verein                 | Sp. | S  | U  | N  | Tore    | Diff. | Punkte |
| ----------- | ---------------------- | --- | -- | -- | -- | ------- | ----- | ------ |
| 1.          | Giravanz Kitakyushu    | 34  | 19 | 9  | 6  | 051:270 | +24   | 66     |
| 2.          | Thespakusatsu Gunma    | 34  | 18 | 9  | 7  | 059:340 | +25   | 63     |
| 3.          | Fujieda MYFC           | 34  | 18 | 9  | 7  | 042:310 | +11   | 63     |
| 4.          | Kataller Toyama        | 34  | 16 | 10 | 8  | 054:310 | +23   | 58     |
| 5.          | Roasso Kumamoto (A)    | 34  | 16 | 9  | 9  | 045:390 | +6    | 57     |
| 6.          | Cerezo Osaka U23       | 34  | 16 | 4  | 14 | 049:560 | −7    | 52     |
| 7.          | Gainare Tottori        | 34  | 14 | 8  | 12 | 049:590 | −10   | 50     |
| 8.          | Blaublitz Akita        | 34  | 13 | 10 | 11 | 045:350 | +10   | 49     |
| 9.          | AC Nagano Parceiro     | 34  | 13 | 10 | 11 | 035:340 | +1    | 49     |
| 10.         | Vanraure Hachinohe (N) | 34  | 14 | 6  | 14 | 049:420 | +7    | 48     |
| 11.         | Fukushima United FC    | 34  | 13 | 4  | 17 | 045:530 | −8    | 43     |
| 12.         | Azul Claro Numazu      | 34  | 11 | 6  | 17 | 035:430 | −8    | 39     |
| 13.         | YSCC Yokohama          | 34  | 12 | 3  | 19 | 053:650 | −12   | 39     |
| 14.         | Kamatamare Sanuki (A)  | 34  | 10 | 9  | 15 | 033:490 | −16   | 39     |
| 15.         | SC Sagamihara          | 34  | 10 | 8  | 16 | 036:450 | −9    | 38     |
| 16.         | FC Tokyo U23           | 34  | 9  | 9  | 16 | 043:520 | −9    | 36     |
| 17.         | Gamba Osaka U23        | 34  | 9  | 8  | 17 | 054:540 | ±0    | 35     |
| 18.         | Iwate Grulla Morioka   | 34  | 7  | 5  | 22 | 036:630 | −27   | 26     |
| Stand: 2019 |                        |     |    |    |    |         |       |        |

| Zum Saisonende 2019:           |                                                                      |
| Aufstieg in die J2 League 2020 |                                                                      |
|                                |                                                                      |
| Zum Saisonende 2018:           |                                                                      |
| (A)                            | Absteiger aus der J2 League 2018: Roasso Kumamoto, Kamatamare Sanuki |
| (N)                            | Aufsteiger aus der Japan Football League 2018: Vanraure Hachinohe    |